# 1971 en architecture
| Années de l'architecture : 1968 - 1969 - 1970 - 1971 - 1972 - 1973 - 1974    |
| Décennies de l'architecture : 1940 - 1950 - 1960 - 1970 - 1980 - 1990 - 2000 |

Cet article présente les faits marquants de l'année 1971 en architecture.

## Réalisations
- Juin : le Keio Plaza Hotel, gratte-ciel haut de 178 m, est achevé à Tokyo.

## Événements
- Démolition des six premiers pavillons Baltard à l'emplacement du futur forum des halles.

## Naissances
- 1er octobre : Arturo Vittori, architecte et designer italien.

## Décès
- 24 mars : Arne Jacobsen architecte et designer danois (° 11 février 1902).
- 11 octobre : Albéric Aubert (° 24 juillet 1895).
- Marc-Joseph Saugey, architecte suisse (° 1908).